# 7830 Akihikotago
7830 Akihikotago este un asteroid din centura principală de asteroizi.

## Descriere
7830 Akihikotago este un asteroid din centura principală de asteroizi. A fost descoperit pe 24 februarie 1993 la Yatsugatake de Yoshio Kushida și Osamu Muramatsu. Asteroidul prezintă o orbită caracterizată de o semiaxă mare de 2,39 ua, o excentricitate de 0,16 și o înclinație de 3,0° în raport cu ecliptica.